# Allée sépulcrale von Bonnières-sur-Seine
 Die Allée sépulcrale von Bonnières-sur-Seine im Département Yvelines in Frankreich ist ein neolithisches Grab eines bisher einzig gebliebenen Typs.
Die etwa 2500 v. Chr. errichtete Anlage wurde 1950 in Bonnières-sur-Seine beim Bau der Kanalisation in einer Tiefe von etwa 1,8 m entdeckt und anschließend ausgegraben. Sie enthielt menschliche Knochen, darunter 38 Schädel, sowie verschiedene Werkzeuge aus Feuerstein (Schaber, Klingen) und Schmuck, einschließlich einer Halskette aus Muscheln und Tierzähnen.
Das Grab hat die Form einer Grube mit gefliestem Boden und Wänden aus kleinen vertikalen Platten. Es wurde durch zwei Ebenen größerer Platten bedeckt.
Das Kollektivgrab befindet sich heute im Kulturzentrum.

## Die Halskette von Bonnières-sur-Seine

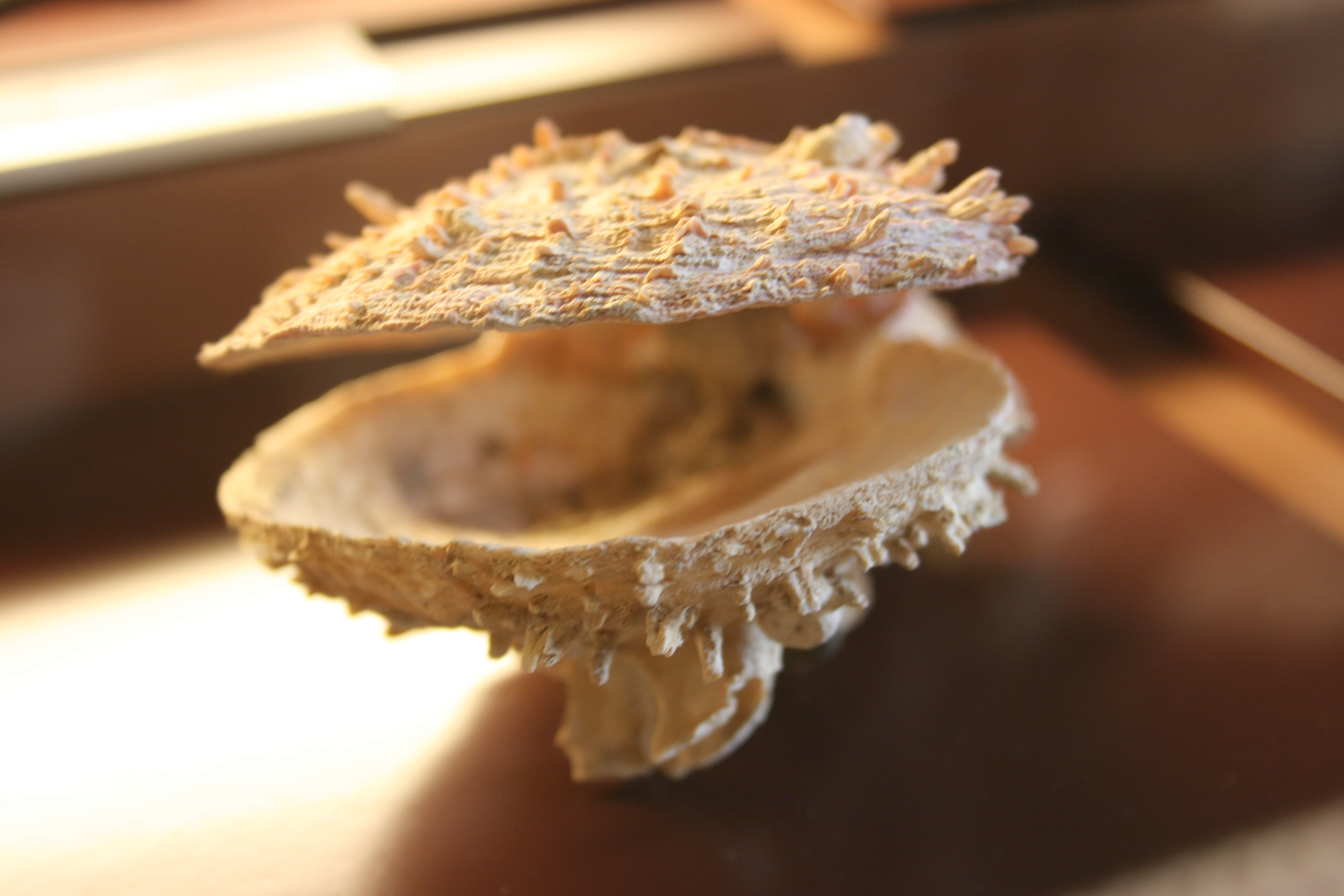
Fossile Spondylus-Muschel

Tierzähne und Muscheln sind Hauptbestandteile der neolithischen Halskette von Bonnières-sur-Seine. Unter den Materialien, die neolithische Menschen für Schmuck auswählten, standen tierische Materialien besonders in der Gunst der ersten neolithischen Bauern in Yvelines. Bereits vor Beginn des Neolithikums (etwa 5100 v. Chr.) wurde die aus der Adria und Ägäis stammende Schale der Spondylus-Muschel für die Herstellung von Ringen und Perlen geschätzt. Ab dem 5. Jahrtausend v. Chr. bevorzugten die Menschen Schieferringe. Später wurden Perlen aus Gestein und Knochenmaterialien verwendet.